# Andreas Nygaard
Andreas Nygaard (* 22. November 1990) ist ein norwegischer Skilangläufer.

## Werdegang
Nygaard startete im Dezember 2011 in Vuokatti erstmals im Scandinavian-Cup und belegte dabei den 101. Platz über 3,75 km Freistil und den 62. Rang über 15 km klassisch. Im März 2012 lief er beim Birkebeinerrennet erstmals im Marathon Cup und bei den Ski Classics. Dabei errang er den 45. Platz. In der Saison 2013/14 erreichte er mit dem siebten Platz im Sprint in Vuokatti und dem sechsten Rang im Sprint in Meråker seine ersten Top-Zehn-Platzierungen im Scandinavian-Cup. Sein erstes Weltcuprennen lief er im März 2014 in Drammen, welches er auf dem 66. Platz im Sprint beendete. Im selben Monat wurde er beim Wasalauf Sechster.
In der Saison 2016/17 gewann er den Vasaloppet China und den Kaiser-Maximilian-Lauf. Zudem wurde er beim Wasalauf und beim Ylläs–Levi jeweils Zweiter und erreichte zum Saisonende den dritten Platz in der Ski Classics-Gesamtwertung. Im April 2017 siegte er beim Nordenskiöldsloppet, dem längsten Skilanglaufrennen der Welt über 220 km.
In der folgenden Saison siegte er beim La Sgambeda, Birkebeinerrennet, Wasalauf und beim Ylläs–Levi. Beim Toblach–Cortina-Lauf errang er den zweiten und beim Isergebirgslauf den dritten Platz und erreichte damit den zweiten Platz in der Ski Classics-Gesamtwertung.
Ende März 2018 gewann er wie im Vorjahr den Nordenskiöldsloppet.
In der Saison 2018/19 triumphierte beim La Diagonela, Isergebirgslauf und beim Ylläs–Levi. Zudem errang er beim Marcialonga und beim Birkebeinerrennet jeweils den zweiten Platz und gewann damit zum Saisonende die Ski Classics-Gesamtwertung. Ende März 2019 gewann er zum dritten Mal in Folge den Nordenskiöldsloppet. Auch in der Saison 2019/20 gewann er mit ersten Plätzen beim Toblach–Cortina und beim Isergebirgslauf und einen zweiten Platz beim Kaiser-Maximilian-Lauf, die Gesamtwertung der Ski Classics. In der Saison 2021/22 triumphierte er beim Isergebirgslauf, Wasalauf und beim Birkebeinerrennet und gewann damit zum dritten Mal die Gesamtwertung der Ski Classics. In der folgenden Saison wurde er mit vier zweiten Plätzen und einen dritten Platz sowie mit dem Sieg beim Birkebeinerrennet Zweiter in der Gesamtwertung der Ski Classics. Nach Platz 18 in Bad Gastein zu Beginn der Saison 2023/24, siegte er beim La Venosta Criterium, beim Pustertaler Ski-Marathon sowie erneut beim Birkebeinerrennet. Zudem errang er beim Grönklitt Classic den zweiten Platz und kam abschließend auf den dritten Platz in der Gesamtwertung. In der Saison 2024/25 wurde er mit Siegen 20 und 21 beim Marcialonga und Birkebeinerrennet Fünfter in der Gesamtwertung.

## Erfolge

### Siege bei Ski-Classics-Rennen
| Nr. | Datum             | Ort                          | Rennen                 | Disziplin                    |
| --- | ----------------- | ---------------------------- | ---------------------- | ---------------------------- |
| 1.  | 4. Januar 2017    | Changchun                    | Vasaloppet China       | 50 km klassisch Massenstart  |
| 2.  | 14. Januar 2017   | Seefeld in Tirol             | Kaiser-Maximilian-Lauf | 60 km klassisch Massenstart  |
| 3.  | 2. Dezember 2017  | Livigno                      | La Sgambeda            | 35 km klassisch Massenstart  |
| 4.  | 4. März 2018      | Sälen–Mora                   | Wasalauf               | 90 km klassisch Massenstart  |
| 5.  | 17. März 2018     | Rena–Lillehammer             | Birkebeinerrennet      | 54 km klassisch Massenstart  |
| 6.  | 14. April 2018    | Äkäslompolo- Levi            | Ylläs–Levi             | 70 km klassisch Massenstart  |
| 7.  | 19. Januar 2019   | Zuoz                         | La Diagonela           | 65 km klassisch Massenstart  |
| 8.  | 10. Februar 2019  | Bedřichov                    | Isergebirgslauf        | 50 km klassisch Massenstart  |
| 9.  | 13. April 2019    | Äkäslompolo- Levi            | Ylläs–Levi             | 70 km klassisch Massenstart  |
| 10. | 1. Februar 2020   | Toblach                      | Toblach–Cortina        | 42 km klassisch Massenstart  |
| 11. | 9. Februar 2020   | Bedřichov                    | Isergebirgslauf        | 50 km klassisch Massenstart  |
| 12. | 27. März 2021     | Vålådalen–Åre                | Årefjällsloppet        | 100 km klassisch Massenstart |
| 13. | 13. Februar 2022  | Bedřichov                    | Isergebirgslauf        | 50 km klassisch Massenstart  |
| 14. | 6. März 2022      | Sälen–Mora                   | Wasalauf               | 90 km klassisch Massenstart  |
| 15. | 19. März 2022     | Rena–Lillehammer             | Birkebeinerrennet      | 54 km klassisch Massenstart  |
| 16. | 18. März 2023     | Rena–Lillehammer             | Birkebeinerrennet      | 54 km klassisch Massenstart  |
| 17. | 16. Dezember 2023 | Vinschgau                    | La Venosta Criterium   | 37 km klassisch Massenstart  |
| 18. | 13. Januar 2024   | Sexten                       | 3 Zinnen Ski Marathon  | 62 km klassisch Massenstart  |
| 19. | 17. März 2024     | Rena–Lillehammer             | Birkebeinerrennet      | 54 km klassisch Massenstart  |
| 20. | 26. Januar 2025   | Val di Fiemme / Val di Fassa | Marcialonga            | 70 km klassisch Massenstart  |
| 21. | 15. März 2025     | Rena–Lillehammer             | Birkebeinerrennet      | 54 km klassisch Massenstart  |

### Ski-Classics-Gesamtplatzierungen
| Saison  | Platz | Punkte |
| ------- | ----- | ------ |
| 2014/15 | 17.   | 316    |
| 2015/16 | 12.   | 534    |
| 2016/17 | 3.    | 1312   |
| 2017/18 | 2.    | 1488   |
| 2018/19 | 1.    | 1355   |
| 2019/20 | 1.    | 1195   |
| 2020/21 | 7.    | 664    |
| 2021/22 | 1.    | 2058   |
| 2022/23 | 2.    | 1613   |
| 2023/24 | 3.    | 1594   |
| 2024/25 | 5.    | 2697   |